# Alaire AL.1 Cacique
Die Alaire AL.1 Cacique war ein Schulflugzeug des argentinischen Herstellers Alaire S.C.A.

## Geschichte
In den 1960er Jahren entwarf Alfredo Turbay ein Flugzeug, das er T-11 nannte. Auf Basis dieses Entwurfes entwickelte er gemeinsam mit Erwin Mai von Alaire S.C.A. die T-11 weiter zur Alaire AL.1 Cacique. Es wurde der Bau von zwei Prototypen begonnen, von denen jedoch nur einer beendet wurde und flog. Da das Flugzeug schwerer als geplant war, stellte sich in der Testphase heraus, dass die Leistungen unzureichend waren. Die Entwicklung wurde daraufhin eingestellt.

## Konstruktion
Die AL-1 war ein abgestrebter Hochdecker in Ganzmetallbauweise und festem Bugradfahrwerk. Die beiden Sitze befanden sich hintereinander in einer geschlossenen Kabine, welche man durch eine Türe an der rechten Seite betreten konnte. Die Maschine wurde durch einen Continental O-200A mit 73 kW angetrieben.

## Technische Daten
| Kenngröße             | Daten                                       |
| --------------------- | ------------------------------------------- |
| Besatzung             | 1                                           |
| Passagiere            | 1                                           |
| Länge                 | 6,73 m                                      |
| Spannweite            | 9 m                                         |
| Höhe                  | 2,36 m                                      |
| Flügelfläche          | ? m²                                        |
| Leermasse             | 341 kg                                      |
| max. Startmasse       | 600 kg                                      |
| Reisegeschwindigkeit  | ? km/h                                      |
| Höchstgeschwindigkeit | 226 km/h                                    |
| Dienstgipfelhöhe      | ? m                                         |
| Reichweite            | 1.050 km                                    |
| Triebwerke            | 1 × Continental-O-200A-Boxermotor mit 73 kW |